# Jardines de Colón (Córdoba)
Los jardines de Colón, también denominados jardines de la Merced por su proximidad al antiguo convento del mismo nombre, son un jardín público localizado en la plaza de Colón de la ciudad de Córdoba (España).

## Características
Los jardines tienen una fuente en el centro, a la que confluyen todos los caminos. Las obras de cimentación de esta fuente se iniciaron en 1835, siendo alcalde de la ciudad el conde de Torres Cabrera. No obstante este inicio, la fuente no se construyó hasta casi un siglo después, entre 1920 y 1925 y de acuerdo a un proyecto del arquitecto Carlos Sáenz de Santamaría que ejecutó en hormigón el escultor Rafael del Rosal. Esta monumental fuente de estilo modernista se compone de un gran pilón circular y un pedestal en su centro con dos valvas superpuestas que recogen el agua de un surtidor central situado en la parte superior. Junto a la fuente hay una pequeña mezquita conocida como El Morabito.
En dos de las esquinas del parque hay situados sendos colegios: el CEIP Colón y el CDP Ferroviario.

## Flora
Lo más llamativo de la flora de los jardines de Colón son sus numerosos y variados árboles, entre los que encontramos plátanos de sombra, melisas, palmeras datileras, naranjos y pinos. En las parcelas de césped hay también una amplia diversidad de arbustos como las adelfas, los rosales, el durillo o los senecios.